# Plstěná příze
Plstěná příze (angl.: felted yarn, něm.: Filzgarn) je výrobek ze zhuštěných vlněných vláken a směsí s vlnou. Soudržnost příze je zajištěna bez zákrutu, jen vzájemným prolnutím vláken za podpory tlaku a horké tekutiny.

## Technologie plstění
Vedle různých metod ručního plstění byly už na začátku 20. století známé stroje na výrobu plstěných přízí z mykané vlny, které byly i bez zákrutu natolik pevné, že se daly zpracovat jako útek do tkanin.
- Od 60. letech 20. století je známá technologie Periloc (na principu peristaltiky). Proužek vláken prochází plastickou trubicí (ø 12 mm, délka cca 30 cm), do které se vhání horká tekutina nesoucí vlákenný materiál. Trubice je ovinuta kolem 6 válečků, ty na ni tlačí a rotují proti směru průchodu materiálu. Vlákna se prolínají a zkadeřují. Příze vycházející z trubice se ždímá mezi párem válců, suší mikrovlnou a navíjí na cívku.

Na stroji je obvykle instalováno maximálně 50 spřádacích míst. Dodávka hotové příze = max 35 m/min, dopřádá se poločesaný pramen nebo přást válcového mykacího stroje v jemnostech 6-500 tex.
- V roce 1983 byl na veletrhu představen způsob plstění zvaný rub-felting (rubbing = tření). Přást z válcového mykacího stroje zde prochází šesti páry zaoblovacích pásů, mezi kterými se vrstva vláken zhušťuje a sráží. K prvním dvěma párům se přivádí horká tekutina s mazivem, mezi následujícími pásy se materiál oplachuje vodou a ždímá mezi párem válců. Hotová příze se suší navinutá na cívce.

Zařízení pracuje s dodávkou hotové příze do 50 m/min.
Systém Periloc je zaveden už delší dobu v průmyslové výrobě, rub-felting se dá výhodně použít k plstění jemnějších přízí.

## Vlastnosti a použití plstěné příze
Plstěná bezzákrutová příze dosahuje maximální pevnosti 2 cN/tex. Příze je objemná, povrch je zkadeřený, hebký, konce nití se netřepí (i bez dodatečného paření), což je obzvlášť výhodné pro řezané vlasové niti v kobercích.
Celosvětové množství příze dopřádané plstěním obnášelo v roce 1982 cca 12000 tun, novější údaje o rozsahu výroby nejsou publikovány. V 21. století patří k největším výrobcům plstěné příze jedna novozélandská továrna na koberce, ve které se také převážná část plstěné příze zpracuje.
K dalším možnostem použití patří: příze na ruční pletení a háčkování.